# マティ鈴木
マティ鈴木（マティすずき、1938年1月25日 - ）は、日本の元プロレスラー。実業家。本名：鈴木 勝義（すずき かつとし）。
現在はペンドルトン・ウーレン・ミルズ社極東販売部門ディレクター。

## 人物
1938年1月25日生まれ。日本プロレス時代のプロフィールでは1939年生とされていた。神奈川県の出身で東京都世田谷区育ち。日本体育大学荏原高等学校出身で、家業の都合で入学が二年ほど遅れた。高校時代は野球部で捕手を務めていた。高校の1年先輩で野球部のエースだったのがヒロ・マツダ（小島泰弘）であった。
高校時代から東京都中央区日本橋浜町にあった力道山道場でボディビルをやった後、日本プロレスに入門。1959年5月1日、ミツ・ヒライ（平井光明）戦（後楽園ジム）でデビュー。
日本プロレス時代は「ミスター鈴木」のリングネームを名乗り、前座で山本小鉄・星野勘太郎・上田馬之助らと出世争いを展開していた。デビュー2年後に一旦家業に戻ってから復帰し、現役生活を続けた。
1966年に吉原功と共に日本プロレスを離脱、高校の先輩であるヒロ・マツダも加えて国際プロレス旗揚げに参加。その間には豊登・アントニオ猪木が旗揚げした東京プロレスにもゲストながら参戦している。
国際プロレス時代は新人選手のコーチも務め、若手時代のストロング小林（小林省三）・マイティ井上（井上末雄）・ヤス・フジイ（藤井康行）らを指導している。
その後はヒロ・マツダと共に国際プロレスを離脱し、1969年からアメリカ合衆国へ渡航。アメリカではフロリダ州・オクラホマ州などの中南部テリトリーと、1973年からはオレゴン州を転戦して現地の強豪レスラーと鎬を削った。
1973年から1975年までジャイアント馬場に請われて設立間もない全日本プロレスに助っ人として参戦。日本側陣営の重鎮として馬場とコンビを組んだほか、コーチとしてジャンボ鶴田（鶴田友美）・渕正信ら当時の若手レスラーを指導している。また全日本プロレスのビッグイベントであるチャンピオン・カーニバルに、第1回（1973年）・第2回（1974年）と連続参加した。
1976年から再びアメリカへ戻ってオレゴン州を中心にファイトし、1978年に現役を引退。
引退後はオレゴン州ポートランドに居を構えて貿易商・実業家として活動しており、折を見ては日本へ来ることもあるという。

## 指導したレスラー
- ストロング小林
- マイティ井上
- ヤス・フジイ
- ジャンボ鶴田
- 渕正信

## 得意技
- コブラツイスト